# Kanton Capendu
Kanton Capendu (fr. Canton de Capendu) je francouzský kanton v departementu Aude v regionu Languedoc-Roussillon. Skládá se z 18 obcí.

## Obce kantonu
- Badens
- Barbaira
- Blomac
- Bouilhonnac
- Capendu
- Comigne
- Douzens
- Floure
- Fontiès-d'Aude
- Marseillette
- Montirat
- Monze
- Moux
- Roquecourbe-Minervois
- Rustiques
- Saint-Couat-d'Aude
- Trèbes
- Villedubert